# George Koch
Johan George Christoffer Frederik Koch (født 11. juni 1827 på Østergård i Tulstrup Sogn, Århus Amt, død 21. maj 1914) var en dansk politiker og borgmester i Odense.
Han var søn af proprietær Frits Ernst Koch og Juliane Marie f. Schmidt. 1845 blev han student fra Aarhus Katedralskole og 1851 juridisk kandidat. Det følgende år bestod han prøven i slesvigsk ret og blev samme år fuldmægtig i Ministeriet for Slesvig. 1853 blev han politimester, rådmand og auktionarius i Slesvig by, 1856 herredsfoged i Vis og Ugle Herreder, Flensborg Amt, og 1859 medlem af Appellationsretten i Flensborg, hvorfra han fordreves 1864. Fra den tid var hans virksomhed væsentligst knyttet til Odense, hvor han 1866 blev byfoged, by- og rådstueskriver og 1877 borgmester og auktionsdirektør, hvilket han var i 20 år frem til 1897. 1869 blev han direktør for de Sydfyenske Jernbaner, og samme år valgtes han for Odense til medlem af Folketinget. Ved valgperiodens udløb 1872 opgav han sit sæde i Tinget, men stillede sig igen 1876 og valgtes uden modkandidat. Det samme var tilfældet i 1879; men i 1881 opgav han, som er en tilhænger af Højre, definitivt sit sæde i Folketinget, hvor han var anerkendt som en habil og formfuld taler, der særlig tog ordet i kommunale og finansielle spørgsmål. Af Finansudvalget var han et virksomt medlem. Senere indtog han på det købstadkommunale område og ved den offentlige behandling af næringsspørgsmål en ledende stilling som formand 1883-1897 for Købstadforeningen og som formand for den i 1890 nedsatte store kommission angående Næringslovens revision, der afgav betænkning i sommeren 1893.
For Odenses særlige vedkommende har han i første række været medvirkende ved de beslutninger, der have ført til opførelse af 4 nye kommuneskoler og et nyt rådhus, omordning og udvidelse af sygehuset, udvidelse af Odense Havn og kanal med en bekostning af ca. 1.200.000 kr., ordning af garnisonsforholdene ved opførelse af 2 kaserneetablissementer osv. Han sad også i repræsentantskabet for Fyens Stifts Sparekasse og var medlem af bestyrelsen for Albani Bryggerierne i Odense. Ved Landstingsvalget 1894 valgtes han i Odense som 1. Landstingsmand for 6. kreds og sad frem til 1902. 1882 udnævntes han til kommandør af Dannebrogsordenens 2. grad, 1892 af 1. grad. 1885 benådedes han med Fortjenstmedaljen i guld. Han ægtede 13. december 1853 Fro Mathilde Friis (16. august 1819 – 1905), datter af etatsråd Friis til Gjedsergaard.